# Träsjön (Askersunds socken, Närke)
Träsjön är en sjö i Askersunds kommun i Närke och ingår i Motala ströms huvudavrinningsområde.